# عبد الله لعيبي المالكي
عبدالله لعيبي المالكي (15 ابريل 1970 - ) سياسي عراقي، كان وزير النقل والمواصلات العراقية، وُلدَ في مدينة بغداد، العراق. استلم منصب وزير النقل في 24 تشرين الاول 2018 تحت حكومة عادل عبد المهدي.